# 에이드리엔 셸리
에이드리엔 셸리(Adrienne Shelly, 1966년 6월 24일 ~ 2006년 11월 1일)는 미국의 배우, 감독, 영화 각본가이다. 배우 대표작은 영화 《믿을 수 없는 진실》과 《트러스트》이며, 감독으로서는 2007년 영화 《웨이트리스》를 통해 이름을 알렸다. 영화 《웨이트리스》에서 조연 '던' 역으로도 출연했으며, 영화는 그의 죽음 이후인 2007년 공개되었다.
2006년 11월 1일, 에이드리엔의 시신이 맨해튼 그리니치빌리지 소재 한 스튜디오 건물에서 목을 맨 채로 발견되었다. 처음 경찰 수사는 자살로 종결되었으나, 이후 유족들의 요구로 재수사를 하던 중 용의자의 발자국이 발견되었다. 조사 결과 용의자는 건설 노동자로 밝혀졌으며, 용의자는 에이드리엔 살해 혐의를 시인하며 자살로 위장하였음을 자백하였다.

## 출연 작품
- 다시 사랑할 수 있을까? (2009)
- 웨이트리스 (2007)
- 삶의 가장자리 (2005)
- 데브라 윙거를 찾아서 (2002)
- 아일 테이크 유 데어 (1999)
- 그라인드 (1997)
- 토마토 공장에서 생긴 일 (1994)
- 야생화 (1994)
- 헥시나 (1993)
- 홀드 미, 스릴 미, 키스 미 (1992)
- 소녀는 울지 않는다 (1992)
- 트러스트 (1990)
- 믿을 수 없는 진실 (1989)